# 京都橘大學
京都橘大學（きょうとたちばなだいがく，Kyoto Tachibana University）是一所位於日本京都府山科區的私立大學，創立於1967年。

## 概观
该校的建学精神为「将力量倾注于实业教育，将来获得自我独立的实力」。
其校名中的「橘」源于日本特有的橘柑。京都橘学园的前身京都女子手艺学校位于京都御所的西面，因此其取京都御所紫宸殿的「左近之樱，右近之橘」语，寄托有“培养扎根于日本文化的芬芳的人才”之意。

## 沿革
- 1902年 - 「京都手藝學校」創立於京都市上京區
- 1967年 - 設立「橘女子大學」
- 1988年 - 更名為「京都橘女子大學」
- 2005年 - 由女子学校改制为男女共学，更名為「京都橘大學」，沿用至今。

## 其他
- 該校文學部的書法課程，連續三年（2003年～2005年）在全日本的「高中・大學生書法展」獲得「團體最佳學校」。
- 2005年時，該校約有2038位學生。
- 2017年3月，该校约有4000名学生。

## 外部連結
- 京都橘大学 （页面存档备份，存于）